# UGC 102
UGC 102 es una galaxia espiral intermedia localizada en la constelación de Andrómeda.